# Kẹo dẻo gấu

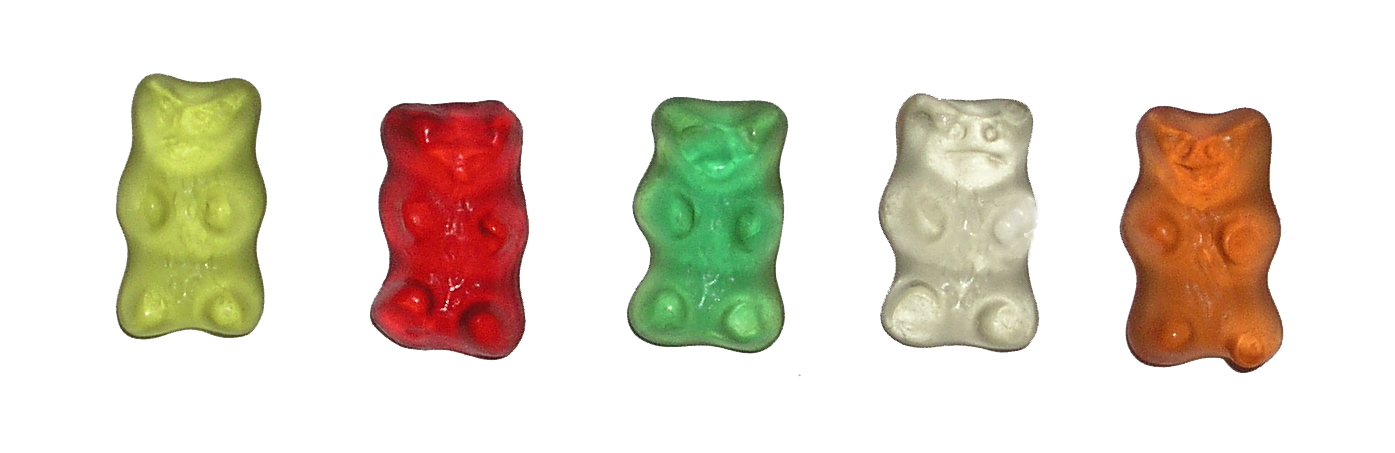
Kẹo dẻo với các màu khác nhau

Kẹo dẻo gấu hay gummy bear (tiếng Đức: Gummibär) là một loại kẹo cao su dẻo hương trái cây có nguồn gốc từ Đức. Kẹo dài khoảng 2–3 cm, đúc hình con gấu với thành phần chính là gelatin, đường, tinh bột, hương liệu và màu thực phẩm.

## Lịch sử
Kẹo có nguồn gốc từ Đức, nơi nó được gọi là Gummibärⓘ (kẹo cao su gấu dẻo). Ban đầu người ta sử dụng gum arabic, một loại chất làm dày và ổn định, để chế biến kẹo.
Năm 1920, Hans Riegel Sr., một người thợ làm bánh đến từ Bonn, thành lập công ty bánh kẹo Haribo. Năm 1922, lấy cảm hứng từ những con gấu được huấn luyện để diễn xiếc hội chợ ở châu Âu trong thế kỷ 19, ông đã phát minh ra Tanzabär (chú gấu nhảy), một loại kẹo cao su nhỏ giá rẻ, vị trái cây dành cho cả trẻ em và người lớn. Phiên bản nhỏ hơn sau này của nó là Goldbär (gấu vàng). Ngay cả trong thời kỳ siêu lạm phát ở Cộng hòa Weimar cũ, kẹo Haribo vẫn giữ giá rẻ khi một cặp kẹo bán tại các ki-ốt chỉ có giá một pfennig. Thành công của Tanzabär đã trở thành tiền đề cho phiên bản kẹo gấu vàng sau này của hãng vào 1967.

## Sản xuất
Sự thành công và nổi tiếng của kẹo dẻo gấu đã giúp phát triển thêm nhiều mẫu mã và kiểu dáng khác như kẹo hình giun, ếch, anh đào, táo, burger. Một số công ty sản xuất những viên kẹo dài và nặng tới vài kilogram.

## Dinh dưỡng
Kẹo dẻo gấu và các loại kẹo dẻo nói chung được xếp vào nhóm thực phẩm chứa calo rỗng, tức thực phẩm có ít chất dinh dưỡng mà chủ yếu là đường, chất béo và cồn. Vì vậy, việc tiêu thụ nhiều kẹo này có thể dẫn tới thèm ăn và tăng cân.
Với kết cấu dẻo đặc trưng, kẹo cũng có thể bám vào kẽ răng, gây sâu răng.

## Hình ảnh

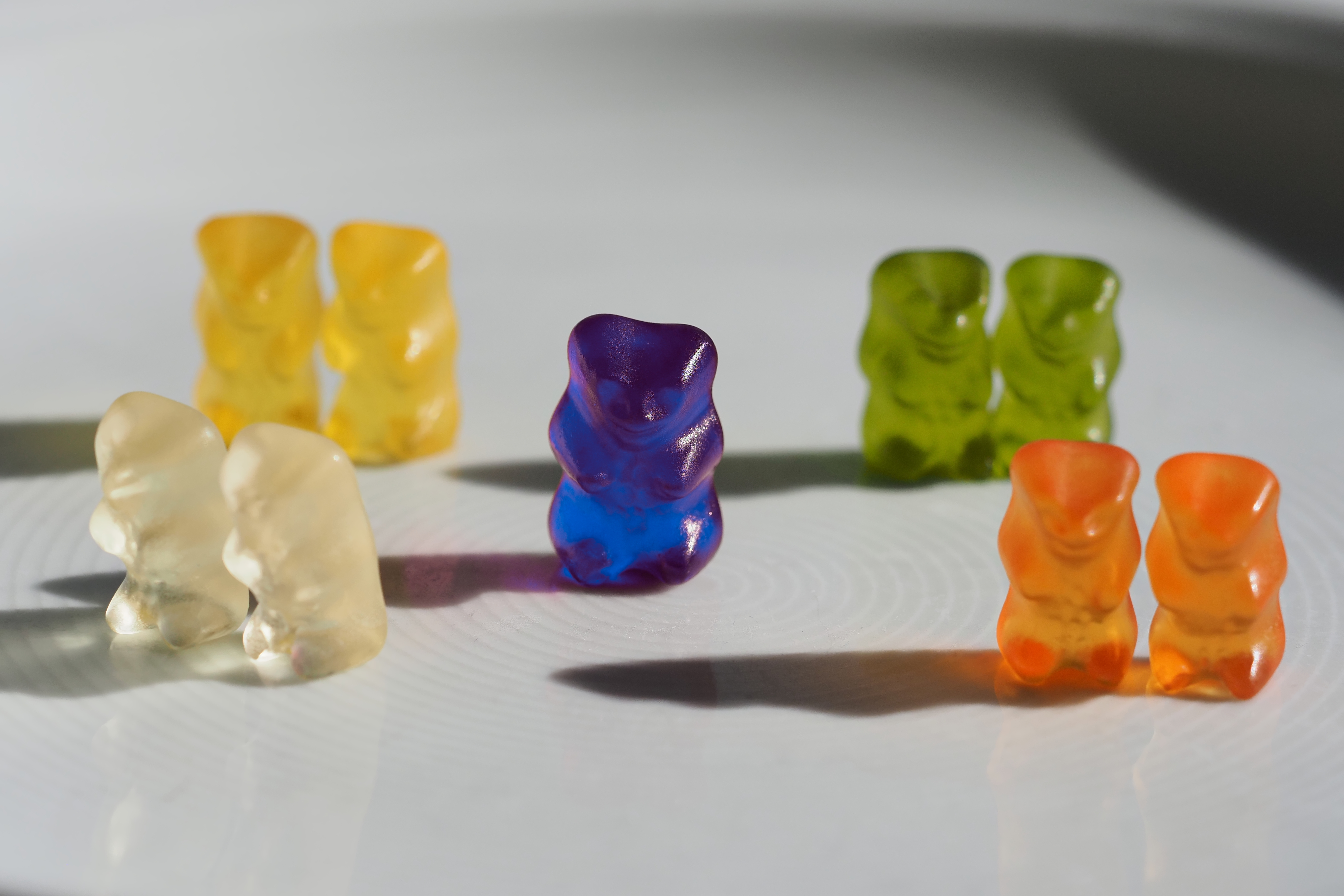
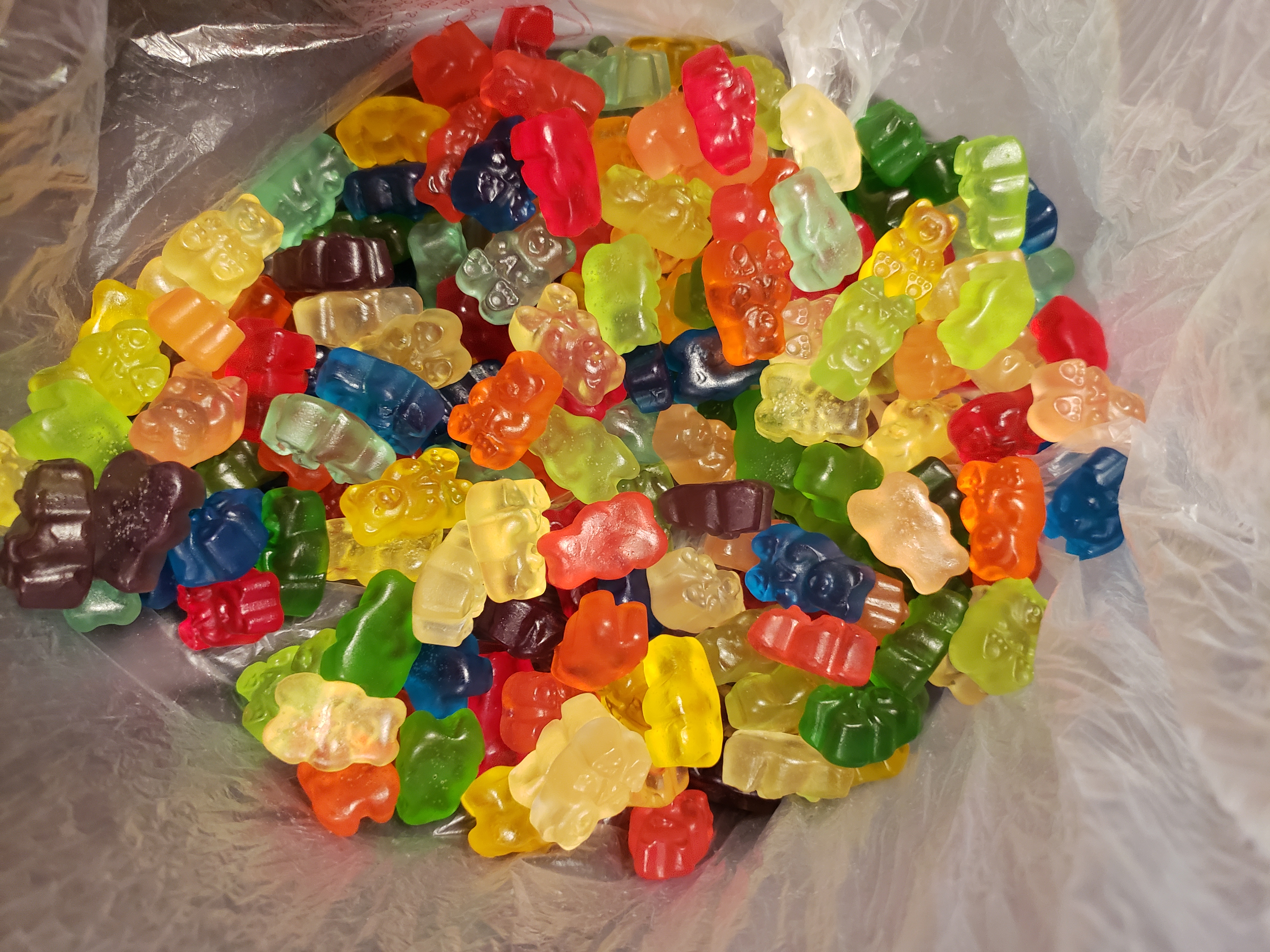
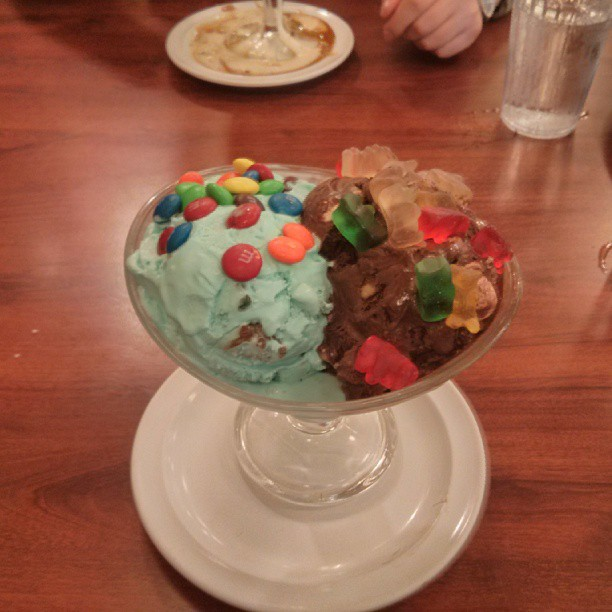
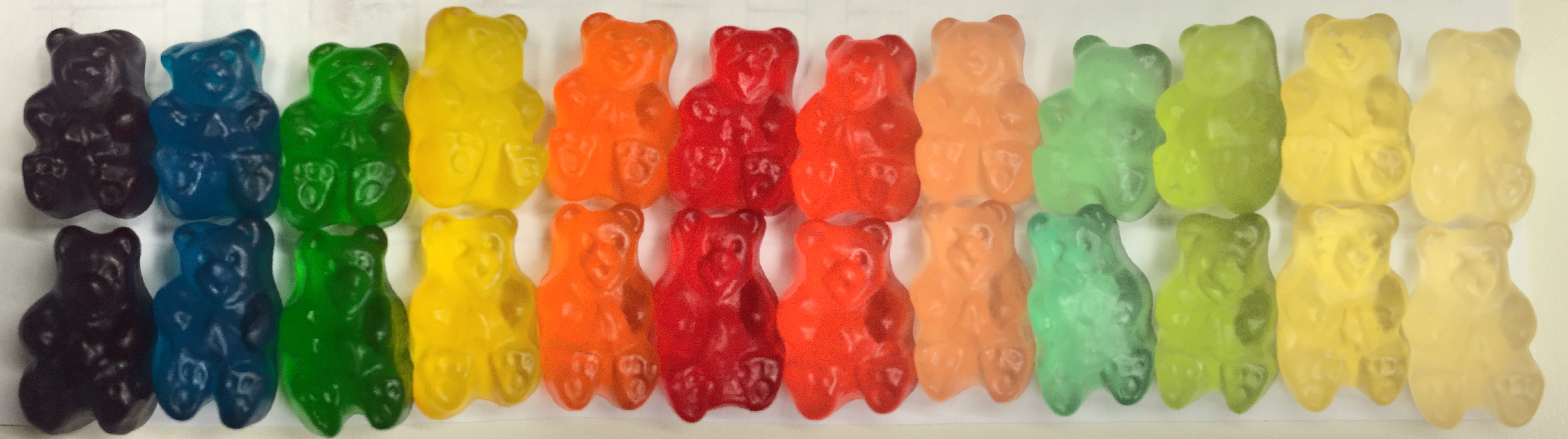
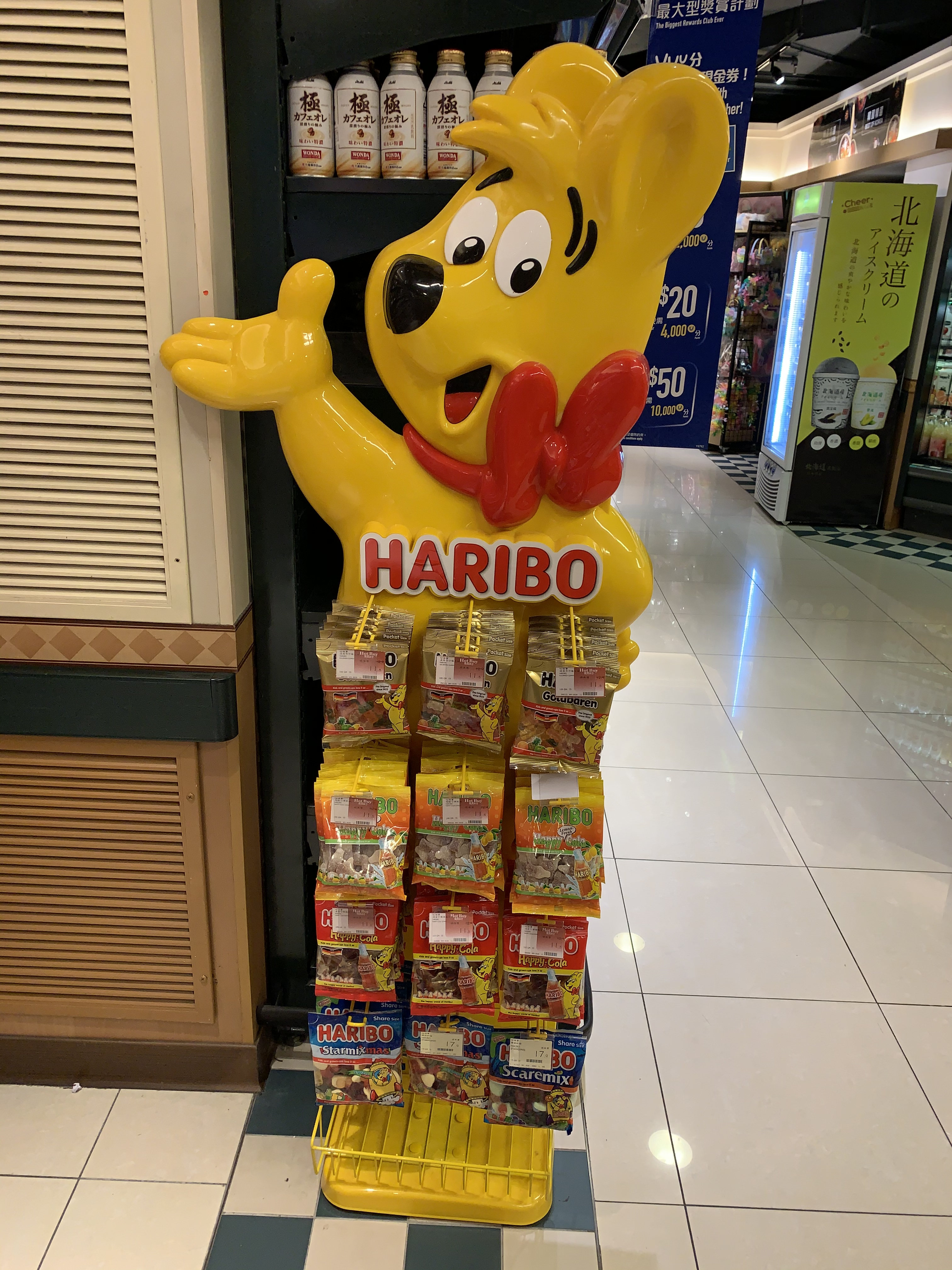
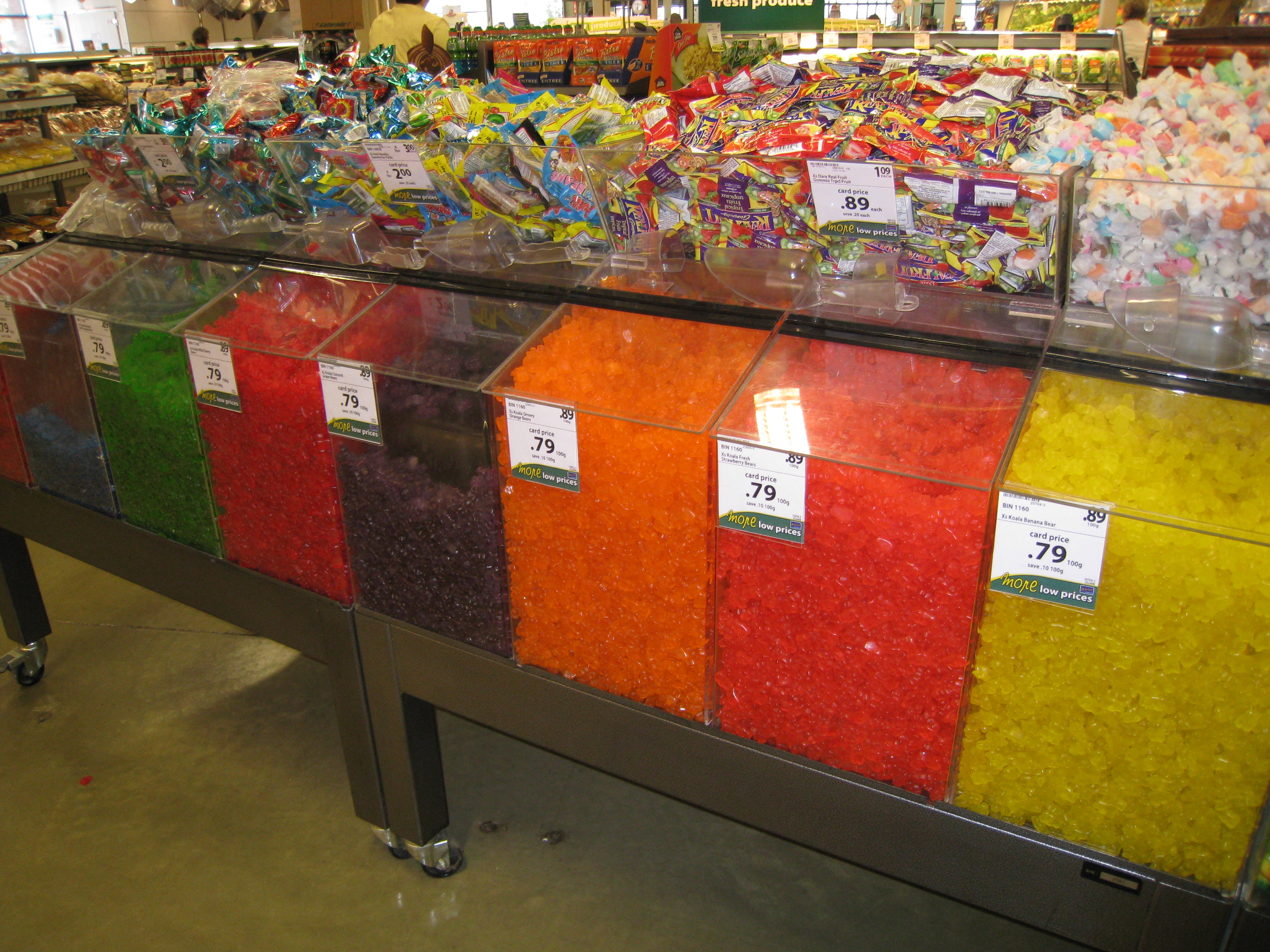